# Округ Крејг (Оклахома)
Округ Крејг (енгл. Craig County) је округ у америчкој савезној држави Оклахома.

## Демографија
По попису из 2010. године број становника је 15.029, што је 79 (0,5%) становника више него 2000. године.
| Група             | 2000.          | 2010.         |
| Белци             | 10.175 (68,1%) | 9.852 (65,6%) |
| Афроамериканци    | 462 (3,1%)     | 449 (3,0%)    |
| Азијати           | 27 (0,2%)      | 105 (0,7%)    |
| Хиспаноамериканци | 179 (1,2%)     | 370 (2,5%)    |
| Укупно            | 14.950         | 15.029        |